# Liparis nervosa
Liparis nervosa là một loài phong lan được tìm tháy ở miền nhiệt đới châu Á, chau Phi, châu Mỹ, thuộc chi Liparis.

## Hình ảnh

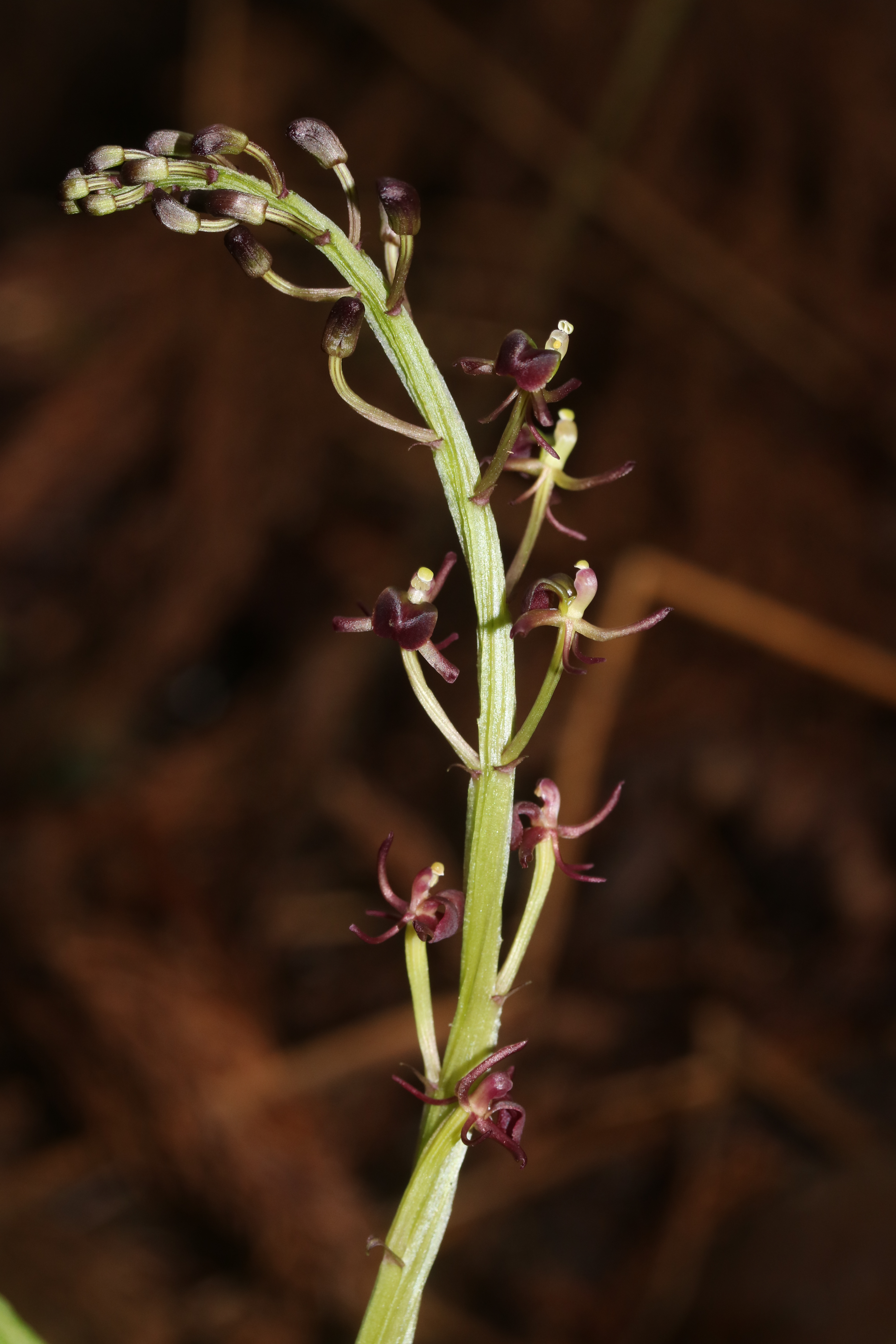
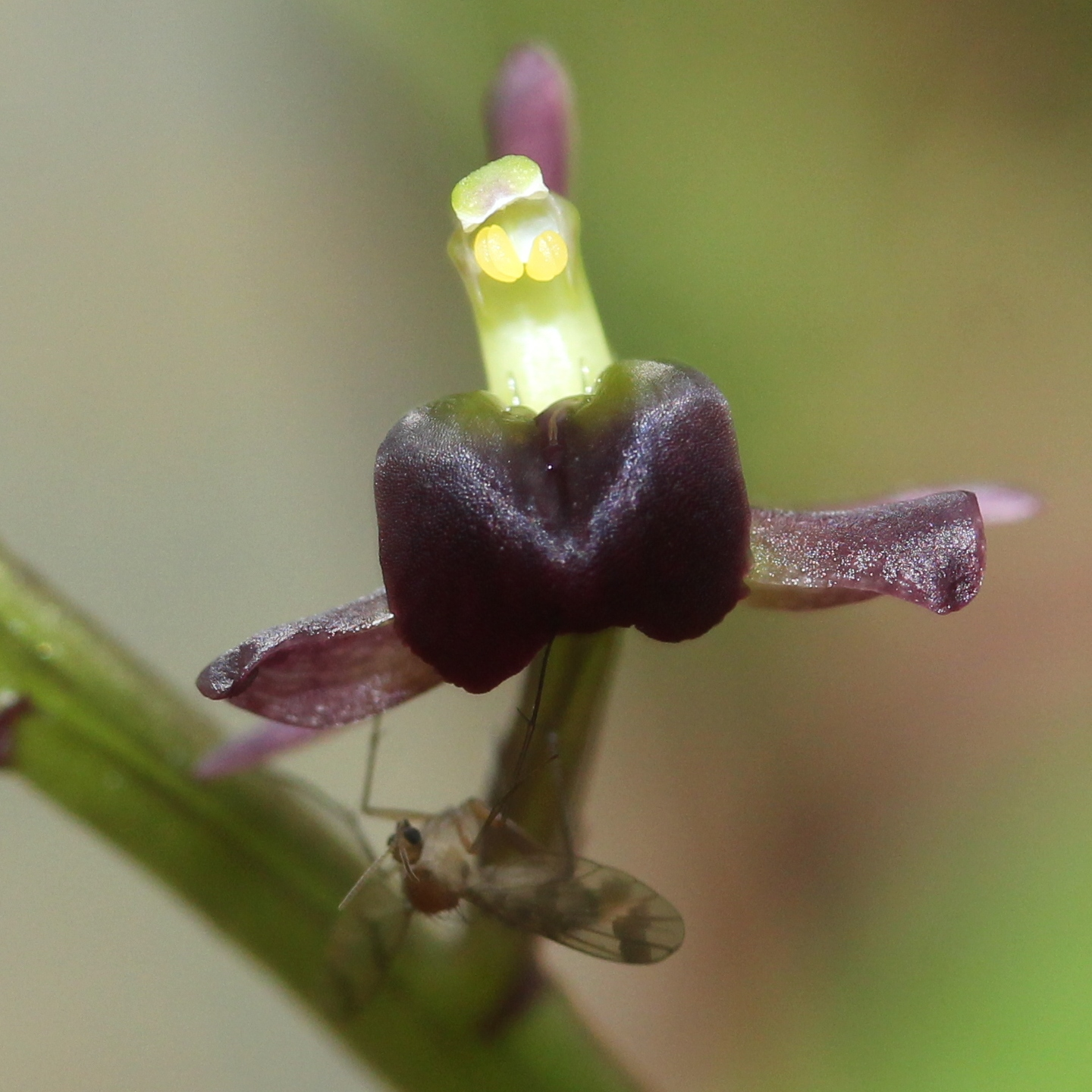
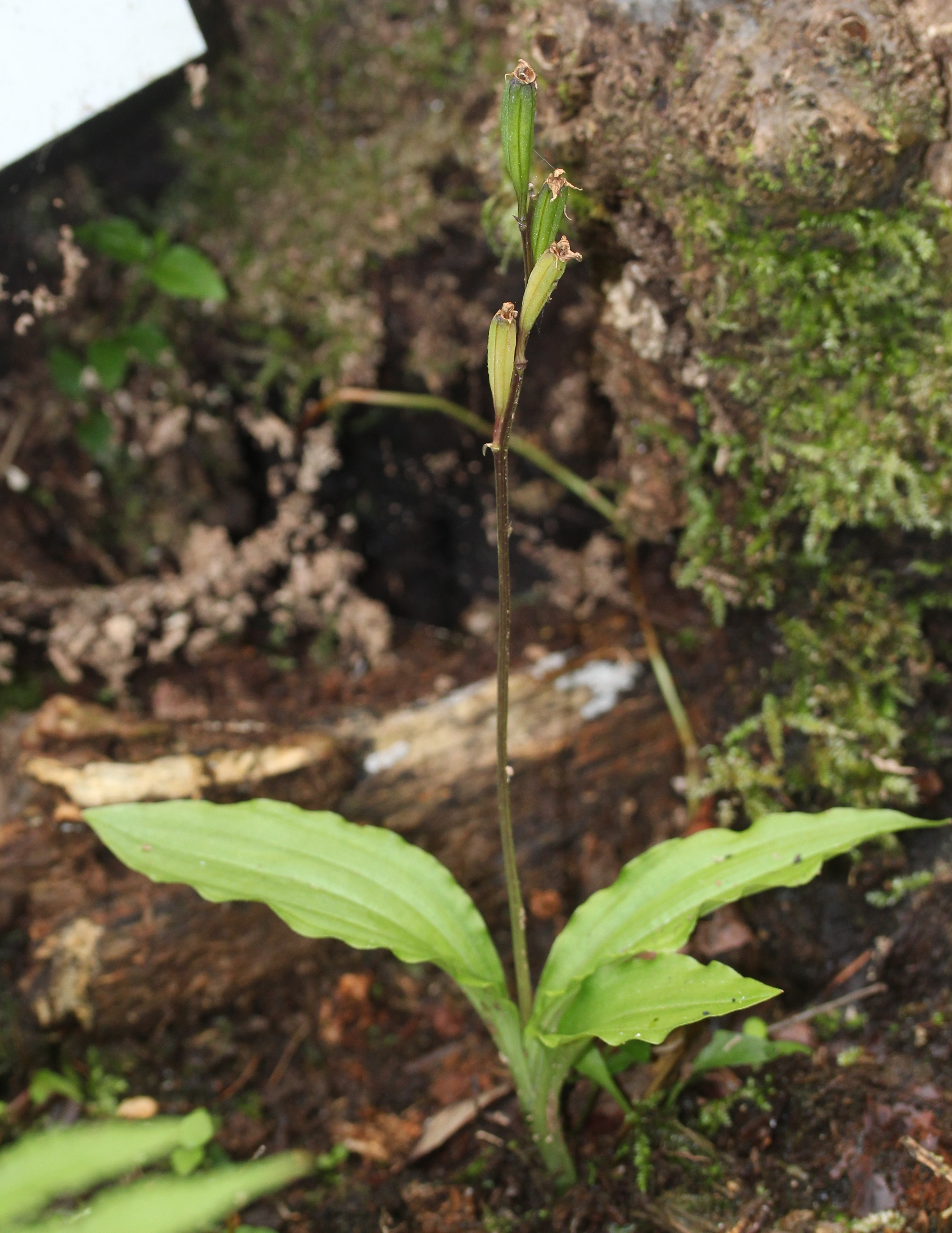
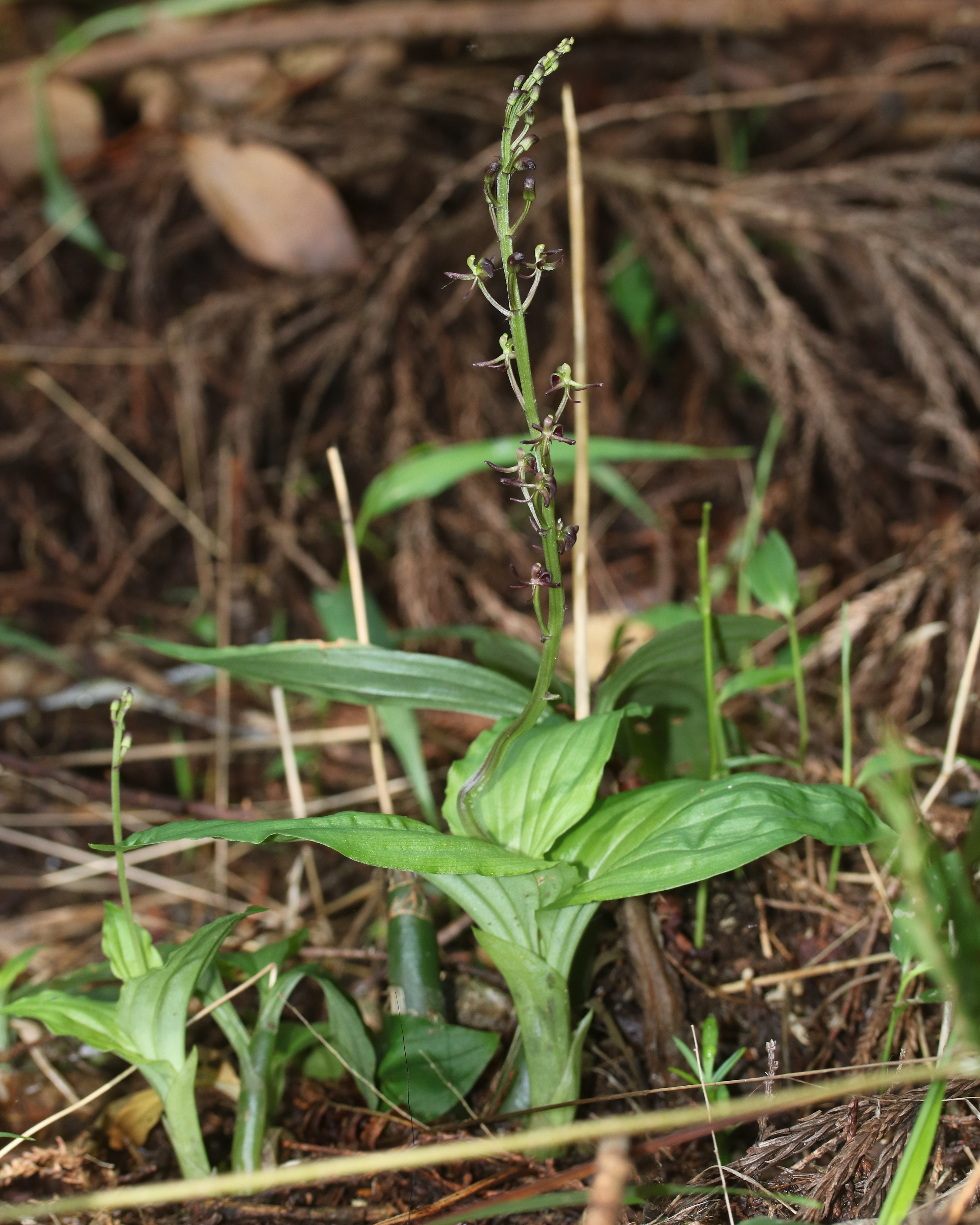
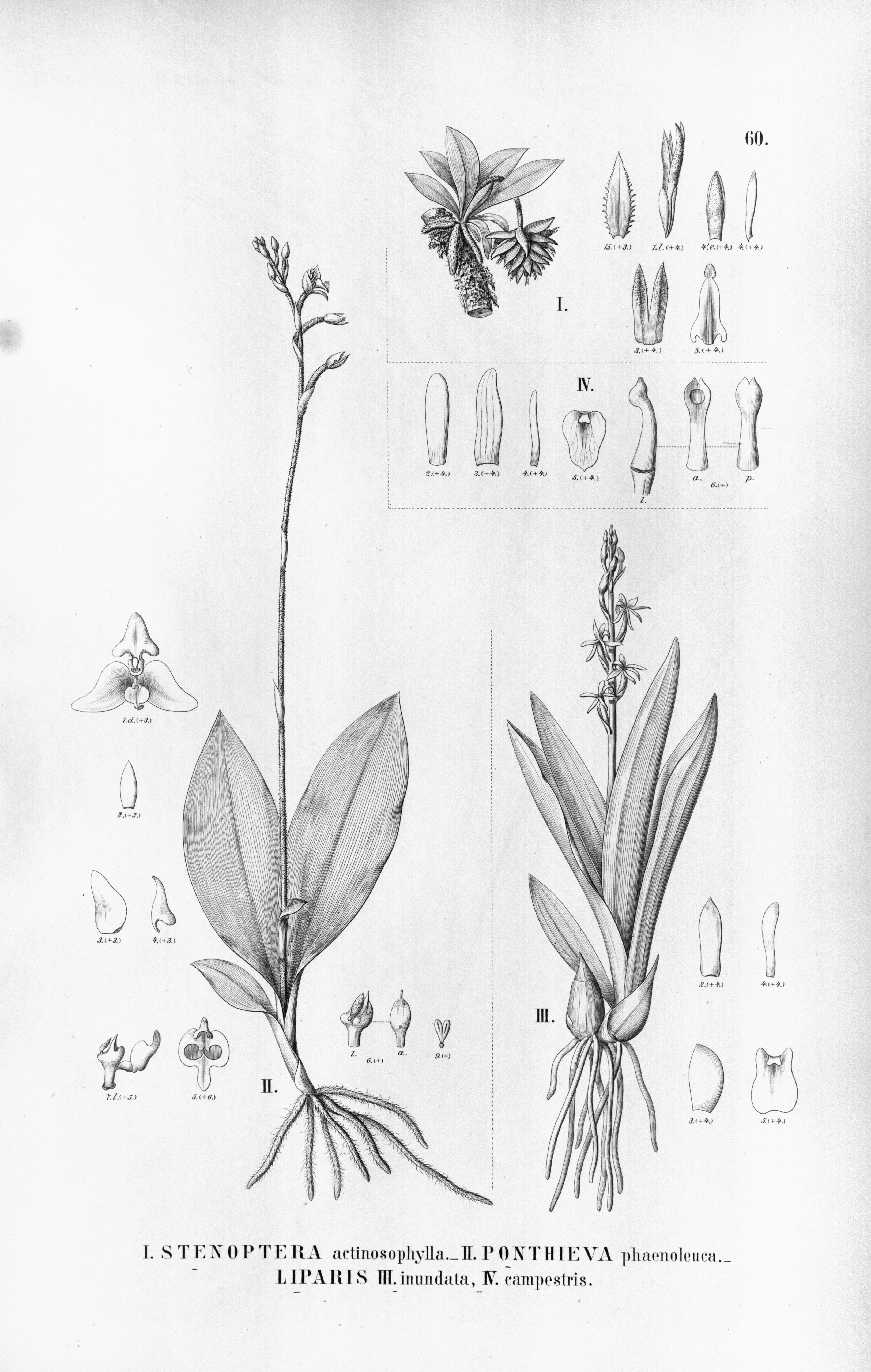